# خانواده (بافی قاتل خون‌آشام‌ها)
خانواده (انگلیسی: Family) عنوان ششمین قسمت از فصل ۵ سریال تلویزیونی بافی قاتل خون‌آشام‌ها است. این سریال ساخته و کارگردانی شده توسط جاس ویدون است و تنها قسمت این سریال است که شخصیت تارا مکلی را به عنوان چهره اصلی روایت به نمایش می‌گذارد. این قسمت همچنین یکی از کارهای بازیگری اولیه نامزد چندین جایزه اسکار، ایمی آدامز است.